# Павлин Клоштар
Павлин Клоштар је насељено место у општини Капела, Бјеловарско-билогорска жупанија, Хрватска.

## Историја
До територијалне реорганизације у Хрватској био је у саставу старе општине Бјеловар.

## Становништво
У попису становништва из 2011. године, Павлин Клоштар је имао 152 становника.
| Број становника према пописима | Број становника према пописима | Број становника према пописима | Број становника према пописима | Број становника према пописима | Број становника према пописима | Број становника према пописима | Број становника према пописима | Број становника према пописима | Број становника према пописима | Број становника према пописима | Број становника према пописима | Број становника према пописима | Број становника према пописима | Број становника према пописима | Број становника према пописима |
| ------------------------------ | ------------------------------ | ------------------------------ | ------------------------------ | ------------------------------ | ------------------------------ | ------------------------------ | ------------------------------ | ------------------------------ | ------------------------------ | ------------------------------ | ------------------------------ | ------------------------------ | ------------------------------ | ------------------------------ | ------------------------------ |
| 1857                           | 1869                           | 1880                           | 1890                           | 1900                           | 1910                           | 1921                           | 1931                           | 1948                           | 1953                           | 1961                           | 1971                           | 1981                           | 1991                           | 2001                           | 2011                           |
| 257                            | 297                            | 261                            | 329                            | 343                            | 333                            | 345                            | 348                            | 363                            | 341                            | 344                            | 273                            | 251                            | 189                            | 169                            | 152                            |

Напомена: Године 1869. садржи податке за насеље Тврда Река.

### Попис1991.
У попису становништва из 1991. године, Павлин Клоштар је имало 189 становника, следећег националног састава:
| Попис 1991.‍  | Попис 1991.‍  | Попис 1991.‍ | Попис 1991.‍ | Попис 1991.‍ |
| ------------ | ------------ | ----------- | ----------- | ----------- |
|              |              |             |             |             |
| Хрвати       | Хрвати       |             | 167         | 88,35%      |
| Срби         | Срби         |             | 11          | 5,82%       |
| Југословени  | Југословени  |             | 5           | 2,64%       |
| Чеси         | Чеси         |             | 1           | 0,52%       |
| неопредељени | неопредељени |             | 5           | 2,64%       |
| укупно: 189  |              |             |             |             |